# Premi Robert 1999
La 16ª edizione dei Premi Robert si è svolta a Copenaghen nel 1999.

## Vincitori
- Miglior film: Festen - Festa in famiglia (Festen), regia di Thomas Vinterberg
- Miglior attore protagonista: Ulrich Thomsen - Festen - Festa in famiglia (Festen)
- Miglior attrice protagonista: Bodil Jørgensen - Idioti (Idioterne)
- Miglior attore non protagonista: Thomas Bo Larsen - Festen - Festa in famiglia (Festen)
- Miglior attrice non protagonista: Birthe Neumann - Festen - Festa in famiglia (Festen)
- Miglior sceneggiatura: Thomas Vinterberg e Mogens Rukov - Festen - Festa in famiglia (Festen)
- Miglior fotografia: Anthony Dod Mantle - Festen - Festa in famiglia (Festen)
- Miglior montaggio: Valdís Óskarsdóttir - Festen - Festa in famiglia (Festen)
- Miglior scenografia: Thomas Ravn - Skyggen
- Migliori costumi: Ingrid Søe - Forbudt for børn
- Miglior musica: Joachim Holbek - Qaamarngup uummataa
- Miglior sonoro: Per Streit - Qaamarngup uummataa
- Miglior trucco: Jeanne Müller - Nattens engel
- Migliori effetti speciali: Hans Peter Ludvigsen - Nattens engel
- Miglior film statunitense: The Truman Show, regia di Peter Weir
- Miglior film straniero non statunitense: My Name Is Joe, regia di Ken Loach
- Miglior cortometraggio/documentario: Gaias børn, regia di Bente Milton
- Premio Robert onorario: Henning Moritzen